# Viseu (ort)
Viseu är en ort i Brasilien.   Den ligger i kommunen Viseu och delstaten Pará, i den nordöstra delen av landet, 1 600 km norr om huvudstaden Brasília. Viseu ligger 13 meter över havet och antalet invånare är 18 958.
Terrängen runt Viseu är mycket platt. Viseu är det största samhället i trakten.
Trakten runt Viseu består huvudsakligen av våtmarker. Runt Viseu är det glesbefolkat, med 15 invånare per kvadratkilometer.